# Convención de signos
En física, una convención de signos (también se utilizan los términos convenio de signos, o signatura, este último término con el sentido de una secuencia ordenada de signos) es una elección del valor físico de los signos (más o menos) para un conjunto de cantidades, en el caso de que la elección de un signo sea arbitraria. Arbitrario aquí significa que el mismo sistema físico se puede describir correctamente usando diferentes opciones para los signos, siempre que se use un conjunto de definiciones consistentes. Las elecciones hechas pueden diferir entre distintos autores. El desacuerdo sobre las convenciones de signos es una fuente frecuente de confusión, frustración, malentendidos e incluso errores absolutos en el trabajo científico. En general, una convención de signos es un caso especial de una elección de sistema de coordenadas para el caso de una dimensión.
Ejemplos clásicos de convenciones de signos utilizadas en física son la consideración de la carga del electrón como negativa (signo "-"), o del potencial gravitatorio (también negativo por convención).
A veces, el término convención de signos se usa más ampliamente para incluir factores de i y de 2π, en lugar de solo opciones de signo.

## Relatividad

### Signatura métrica
En relatividad, la signatura métrica puede ser (+, -, -, -) o (-, +, +, +) (teniendo en cuenta que en este artículo se muestran los signos de los valores propios de la métrica en el orden en que se presenta primero la componente temporal, seguido de las componentes espaciales). Una convención similar se usa en las teorías relativistas de dimensiones superiores; es decir, (+, -, -, -, ...) o (-, +, +, +, ...). Cada elección de signos es denominada con distintos nombres:
+ - - -:
- Convención temporal
- Convención de física de partículas
- Convención de la Costa Oeste
- Mayormente negativa
- Convención de signos de Landau–Lifshitz

- + + +:
- Convención espacial
- Convención de la relatividad
- Convención de laCosta Este
- Mayormente positiva
- Convención de Pauli

Otras opciones de varios autores de libros de texto:
(+, -, -, -):
- Course_of_Theoretical_Physics (Landau & Lifshitz)
- Gravitación: una introducción a la investigación actual (L. Witten)
- Introducing Einstein relativity (Ray D'Inverno)

(-, +, +, +):
- Gravitation (Misner, Thorne and Wheeler)
- Spacetime and Geometry: An Introduction to General Relativity
- General Relativity (Wald) (Wald utiliza la convención de espacio tiempo solo para el Capítulo 13).

La signatura + - - - corresponde al tensor métrico:
{\displaystyle {\begin{pmatrix}1&0&0&0\\0&-1&0&0\\0&0&-1&0\\0&0&0&-1\end{pmatrix}}}
mientras que la signatura - + + + corresponde a:
{\displaystyle {\begin{pmatrix}-1&0&0&0\\0&1&0&0\\0&0&1&0\\0&0&0&1\end{pmatrix}}}

### Curvatura
El Tensor de Ricci se define como la contracción del tensor de curvatura. Algunos autores usan la contracción {\displaystyle R_{ab}\,=R^{c}{}_{acb}}, mientras que otros usan la alternativa {\displaystyle R_{ab}\,=R^{c}{}_{abc}}. Debido a las simetrías del tensor de Riemann, estas dos definiciones difieren en un signo menos.
De hecho, la segunda definición del tensor de Ricci es {\displaystyle R_{ab}\,={R_{acb}}^{c}}. El signo del tensor de Ricci no cambia, porque las dos convenciones de signo se refieren al signo del tensor de Riemann. La segunda definición simplemente compensa el signo y funciona junto con la segunda definición del tensor de Riemann (como por ejemplo, en el caso de la geometría semi-riemanniana de Barrett O'Neill).

## Otras convenciones de signos
- La opción de signo para el transcurso del tiempo en marcos de referencia y tiempo adecuado: + para el futuro y - para el pasado se acepta universalmente.
- La elección de {\displaystyle \pm } en la ecuación de Dirac.
- El signo de la carga eléctrica, en el tensor de campo electromagnético {\displaystyle \,F_{ab}} en teoría de campo de gauge y en la electrodinámica clásica.
- Dependencia del tiempo de una onda de frecuencia positiva (ver, por ejemplo, ecuación de onda electromagnética):
  - {\displaystyle \,e^{-i\omega t}} (utilizado principalmente por físicos)
  - {\displaystyle \,e^{+j\omega t}} (utilizado principalmente por ingenieros)
- El signo para la parte imaginaria de la permitividad (de hecho, dictado por la elección del signo para la dependencia del tiempo)
- Los signos de distancias y radios de curvatura de superficies en óptica.
- El signo de trabajo en el primer principio de la termodinámica.
- El signo del peso del determinante del tensor métrico cuando se trata del tensor densidad.

A menudo se considera una buena práctica el indicar explícitamente qué convención de signos se utilizará al comienzo de cada libro o artículo.